# HD 203030
HD 190228 är en ensam stjärna belägen i den mellersta delen av stjärnbilden Räven. Den har en skenbar magnitud av ca 8,43 och kräver åtminstone en stark handkikare eller ett mindre teleskop för att kunna observeras. Baserat på parallaxmätning inom Hipparcosuppdraget på ca 25,4 mas, beräknas den befinna sig på ett avstånd på ca 128 ljusår (ca 39 parsek) från solen. Den rör sig närmare solen med en heliocentrisk radialhastighet på ca –17 km/s. Stjärnan är sannolikt mycket ung och tillhör den 45 miljoner år gamla öppna stjärnhopen IC 2391.

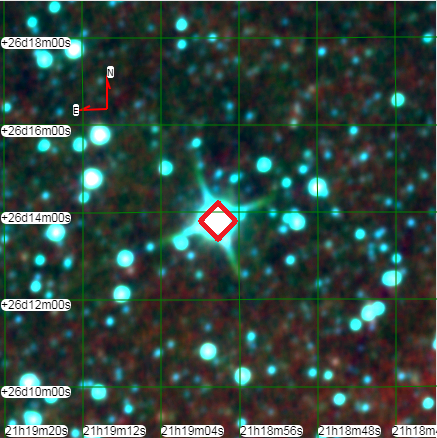
Platsen för HD 203030, 0,14 grader FOV. Stjärnan är markerad med den röda diamanten.

## Egenskaper
Primärstjärnan HD 203030 är en solliknande gul till vit stjärna i huvudserien av spektralklass G8 V. Den har en massa som är ca 0,97 solmassor, en radie som är ca 0,89 solradier och har ca 0,7 gånger solens utstrålning av energi från dess fotosfär vid en effektiv temperatur av ca 5 400 K.

## Planetsystem
År 2006 upptäcktes genom en direktavbildning vad som troddes vara en brun dvärg av spektralklass L7.5 med en projicerad separation av 487,1 ± 1,8 AE. Ledsagaren visade sig 2014 ligga i en bunden bana. År 2017 visade planetanalys att HD 203030 förmodligen är mycket ung, och därför är både primärstjärnan och den observerade följeslagaren mindre massiva än tidigare trott, vilket placerar följeslagaren inom planetdefinitionen. År 2019 uppmättes rotationsperioden för HD 203030 B till 7,5+0,6
−0,5 timmar och ett flammigt molntäcke upptäcktes.
| Planet | Massa      | Halv storaxel (AE) | Siderisk omloppstid (d) | Excentricitet | Inklination | Radie |
| ------ | ---------- | ------------------ | ----------------------- | ------------- | ----------- | ----- |
| B      | ≥11+4-3 MJ | 487                | -                       | -             | -           | -     |